# Rathaus Burg an der Wupper
Das Rathaus Burg an der Wupper  ist das ehemalige Rathaus der einstmals selbstständigen Stadt Burg an der Wupper, die heute ein Stadtteil von Solingen ist. Das denkmalgeschützte Backsteingebäude wurde 1889 errichtet. Nachdem die Stadt Burg 1975 in die Stadt Solingen eingemeindet worden war, war das Gebäude Außenstelle der Solinger Stadtverwaltung und Sitz der Burger Polizeidienststelle, bis die Stadt Solingen es 2011 zum Verkauf anbot.

## Vorgeschichte
In der Freiheit Burg gab es häufige Wechsel bei den Bürgermeistern, insbesondere zwischen 1753 und 1826. Die Amtsräume der Bürgermeister befanden sich bis zum Bau des Rathauses in deren jeweiligen Wohnungen in Ober- oder Unterburg, so dass das Inventar häufig seinen Ort wechseln musste. 1846 kehrte das Amtsinventar mit Beginn der Amtszeit des Bürgermeisters Uesseler in das alte Stammhaus der Familie Fischer an der Eschbachstraße in Unterburg (später Brezel Bäckerei Gustav Hens) zurück, wo die Amtsstube bereits von 1810 bis 1820 unter Bürgermeister Johannes Fischer bzw. seinem Sohn war. Dort blieb die Stadtverwaltung bis 1889, als auch Bürgermeister Wilhelm Uesseler aus dem Amt schied. Bereits 1859 hatte Uesseler erkannt, dass das 1856 zur Stadt erhobene Burg an der Wupper ein eigenes Rathausgebäude benötigte, doch der Bau kam erst 30 Jahre später zum Ende seiner Amtszeit.:45

## Bau des Rathauses
Die Burger Stadtverordneten waren Ende der 1880er Jahre bei anstehenden Entscheidungen fast immer in zwei Lager gespalten. Hinsichtlich eines Rathauses wollten die einen ein Privathaus kaufen, die anderen oberhalb der ehemaligen Apotheke an der Eschbachstraße einen Neubau errichten. Eine Mehrheit kam zustande, als der Sprecher des Neubau-Lagers, der Papierfabrikant Friedrich Forstmann, anbot, der Stadt einen Bauplatz am Ortsrand an der Solinger Straße zu schenken. Daraufhin beschlossen die Stadtverordneten am 1. Mai 1888 den Neubau, den der Bauunternehmer Sassenhausen aus Remscheid errichtete. Im Sommer 1889 konnte der neu gewählte Bürgermeister Meyer einziehen. Über die Baukosten von 21.400 Mark hinaus gab es noch eine Nachforderung von etwa 1.800 Mark für unvorhergesehene Kosten. Die Gesamtkosten konnte die Stadt ohne Fremdfinanzierung aus den laufenden Mitteln begleichen.:45 Auf dem 920 m² großen Grundstück entstand ein Bau mit zwölf Räumen auf 368 m² Gebäudefläche.

## Architektur und Bauschmuck
Das Rathaus hat einen einfachen rechteckigen Grundriss. Aufgrund des zur Wupper hin abfallenden Grundstücks hat das Gebäude zur Straße hin zwei Geschosse und auf der Rückseite drei Geschosse. Im Erdgeschoss befanden sich das Büro des Bürgermeisters, das Sitzungszimmer und zwei Verwaltungsbüros sowie die Stadtkasse und der Polizeiposten im Eingangsbereich. Die Dienstwohnung des Bürgermeisters war im Obergeschoss.
Das Satteldach hat keine Ausbauten. Den massiven Backsteinbau schmücken das mehrfach profilierte Traufgesims und die darauf sitzenden Dreiecksgiebel, die die beiden Risalite an den Seiten der Straßenfassade krönen. Während der rechte Risalit den Rathauseingang hervorhebt, dient der linke ohne Funktion nur der Symmetrie der Fassade. Zwischen den Risaliten hat jedes Geschoss vier Fenster, von denen die beiden mittleren zusammengerückt sind. Im Erdgeschoss sind diese beiden mittleren Fenster durch einen großen Segmentbogen gekoppelt. Die Seitenfassaden und die Rückseite weisen keine besonderen Gliederungselemente auf. Als massiver Backsteinbau unterschied sich das Rathaus erheblich von den alten bergischen Fachwerkbauten in Unterburg. Allerdings befand es sich außerhalb des Ortskerns auf der anderen Wupperseite.
Im Rathaus waren vorübergehend auch die Sparkasse Burg und die 1904 gegründete städtische Bücherei untergebracht. Die Dienstwohnung belegten bis 1945 die jeweiligen Bürgermeister, ab 1948 die Stadtdirektoren.:45ff.

## Nutzung nach der Eingemeindung
Nachdem die Stadt Burg 1975 in die Stadt Solingen eingemeindet wurde, war das Gebäude Außenstelle der Solinger Stadtverwaltung und Sitz des Burger Polizeidienststelle. Um Platz zu schaffen, wurden einige Möbel in das Solinger Stadtarchiv geschafft. Das Gebäude wurde bereits 1986 in der Denkmalliste der Stadt Solingen erfasst. Am 14. Juni 1999 wurde es unter Denkmalschutz gestellt. Erhalten von der Innenausstattung von 1889 sind noch die zweiflüglige hölzerne Eingangstür und die originalen ornamentierten Mettlacher Bodenfliesen. Ebenfalls original ist das rückwärtige Treppenhaus einschließlich einiger Trenntüren und der hölzernen Treppe mit ornamental gestalteten Anlaufpfosten und Balustern. 2004 erfolgten Maler- und Schreinerarbeiten an Fenstern, Traufgesimsen und Ortgangverkleidungen. Ende 2006 schloss das Bürgerbüro. 2008 waren noch das Amt für Statistik und ein Polizeiposten im Gebäude.:47 2011 wurde das Gebäude nicht mehr genutzt und von der Stadt Solingen für 212.000 Euro zum Kauf angeboten.